# خواجة إيم
خواجة إيم هي قرية في مقاطعة نير، إيران. عدد سكان هذه القرية هو 39 في سنة 2006.